# Romances del ruido, Vol. 2
Romances del ruido, Vol. 2 es el nombre del tercer álbum recopilatorio como productores del dúo Baby Rasta & Gringo. Fue lanzado en 2002 bajo New Records y Ilegal Life Records.
Contiene el sencillo «Mañana sin ti» y contó con relanzamiento el 23 de noviembre de 2003 por el sello Universal Music Latino.

## Lista de canciones
| N.º   | Título                                                 | Duración |  |
| 1.    | «Intro» (Baby Rasta & Gringo)                          | 1:07     |  |
| 2.    | «No te olvidaré» (Cheka)                               | 3:14     |  |
| 3.    | «Tu eres mi nena» (Baby Ranks y Divino)                | 3:16     |  |
| 4.    | «Mis noches» (Felo Man y Gringo)                       | 3:53     |  |
| 5.    | «Señorita» (Yaga & Mackie)                             | 2:19     |  |
| 6.    | «Sin ti» (Bebe)                                        | 3:54     |  |
| 7.    | «Si no estas» (Karel & Voltio)                         | 3:26     |  |
| 8.    | «Mañana sin ti» (Baby Rasta & Gringo)                  | 4:24     |  |
| 9.    | «Yo me acuerdo» (Nicky Jam)                            | 3:32     |  |
| 10.   | «Llora mi corazón» (Ivy Queen)                         | 3:14     |  |
| 11.   | «Yale» (Baby Rasta & Gringo)                           | 3:34     |  |
| 12.   | «Entiendeme» (Alberto Stylee)                          | 3:48     |  |
| 13.   | «Luna de queso» (Cidely, Las Guanabanas y Don Chezina) | 4:22     |  |
| 14.   | «Mi ilusion» (Baby Face)                               | 2:56     |  |
| 15.   | «Te falle» (Yamil & Delfín)                            | 3:19     |  |
| 16.   | «Te extraño» (Frankie Boy)                             | 4:17     |  |
| 17.   | «Mis noches» (Zion y Felo Man)                         | 3:33     |  |
| 58:08 |                                                        |          |  |